# Favonius Eulogius
Favonius Eulogius war ein um das Jahr 385 als Rhetor in Africa lebender Schüler des Augustinus. Er widmete dem Konsular der Provinz Byzacena, Superius, seinen erhaltenen Kommentar zu Ciceros Somnium Scipionis.
Anders als es der Name andeutet, beschäftigt sich der Kommentar zum Somnium Scipionis wenig mit der alten Vorlage. Er gliedert sich in zwei Teile. Der erste beschäftigt sich mit den Zahlen als der Grundlage allen Seins, der zweite mit der Musik und der Sphärenharmonie. Der Autor setzt sich mit pythagoreischen Lehren auseinander, hat sie aber nicht sonderlich ernsthaft studiert. Seine Quellen sind zumeist Griechen, die ihm über Marcus Terentius Varro vermittelt wurden. Das Werk hat keine unmittelbare Verbindung zum Kommentar des Macrobius Ambrosius Theodosius.

## Ausgaben
- Alfred Holder: Favonii Eulogii Disputatio de Somnio Scipionis. Teubner, Leipzig 1901 (Digitalisat – Internet Archive).
- Roger-E. van Weddingen (Hrsg.): Favonii Eulogii Disputatio de Somnio Scipionis. Latomus, Bruxelles 1957 (kritische Edition mit französischer Übersetzung).
- Giuseppe Marcellino: Favonii Eulogii Disputatio de Somnio Scipionis. Edizione critica, traduzione e commento. M. D’Auria Editore, Napoli 2011.
- Camille Gerzaguet, Béatrice Bakhouche, Mylène Pradel-Baquerre, Nicolas Drelon: Favonius Eulogius. Exposé sur le songe de Scipion. Les Belles Lettres, Paris 2022 (kritische Edition mit französischer Übersetzung und Anmerkungen).
- Friedrich Heberlein: Favonius Eulogius, Abhandlung über das Somnium Scipionis. Mit einem Essay von Lukas J. Dorfbauer (= Bibliothek der lateinischen Literatur der Spätantike. Band 3). Franz Steiner, Stuttgart 2023, ISBN 978-3-515-13560-3 (kritische Edition mit deutscher Übersetzung und Kommentar).